# Seznam italijanskih pevcev
Seznam italijanskih pevcev.

## A
- Salvatore Adamo (italijansko-belgijski)
- Manuel Agnelli
- Aiello (Antonio Aiello)
- Al Bano
- Alexia (Alessia Aquilani)
- Alessandra Amoroso
- (Marco) Anastasio
- Annalisa
- Biagio Antonacci
- Asia Argento
- Bino Arico (Bino; Benedetto Arico)
- Malika Ayane

## B
- Claudio Baglioni
- Giovanni Baglioni
- Aleandro Baldi
- Al Bano (Albano Carrisi)
- Luca Barbarossa
- Joe Barbieri (kantavtor)
- Donatella Bardi
- Alex Baroni
- Daniele Battaglia
- Dodi Battaglia
- Lucio Battisti
- Gianni Bella
- Marcella Bella
- Edoardo Bennato
- Eugenio Bennato
- Loredana Bertè
- Orietta Berti
- Umberto Bindi
- Bino (pr. i. Benedetto Arico)
- Mario Biondi
- Angela Brambati
- Angelo Branduardi
- Alex Britti
- Carla Bruni-Sarkozy
- Sergio Bruni (Guglielmo Chianese)
- Massimo Bubola
- Bugo (Cristian Bugatti)

## C
- Giulio Caccini
- Francesca Calearo - Madame
- Red Canzian (Bruno Canzian)
- Vinicio Capossela
- Jan Maria Carlotti
- Raffaella Carrà (Raffaella Maria Roberta Pelloni)
- Angelo Cavallaro
- Adriano Celentano
- Gianni Celeste
- Fausto Cigliano
- Luigi Ciavarola
- Gigliola Cinquetti
- Clementino (Clemente Maccaro)
- Ombretta Colli (Comelli)
- Tony Colombo
- Carmen Consoli
- Paolo Conte
- Lucio Corsi
- Cesare Cremonini
- Simone Cristicchi
- Tony Croatto (Hermes Davide Fastino Croatto Martinis)
- Toto Cutugno (Salvatore Cutugno)

## D
- Gigi D'Agostino
- Gigi D'Alessio
- Nino D'Angelo (Gaetano "Nino" D'Angelo)
- Dalida (Iolanda Cristina Gigliotti)
- Lucio Dalla (1943-2012) OMRI?
- Tony Dallara (Antonio Lardera)
- Pino Daniele
- Damiano David
- Cristiano De André
- Fabrizio De André
- Matilda De Angelis
- Eduardo De Crescenzo
- Francesco De Gregori
- Maurizio De Jorio (it.-amer.)
- Jula De Palma
- Nicola Di Bari
- Peppino Di Capri
- Grazia Di Michele
- Antonio Diodato
- Johnny Dorelli

## E
- Elisa (Elisa Toffoli)
- Sfera Ebbasta (Gionata Boschetti)
- Elodie (Elodie Di Patrizi)
- Claudia Endrigo
- Sergio Endrigo

## F
- Roby Facchinetti
- Fedez (Federico Leonardo Lucia)
- Baldassare Ferri
- Gabriella Ferri
- Andrea "Andy" Ferro
- Tiziano Ferro
- Aurelio Fierro
- Gigi Finizio
- Fiorello (Rosario Tindaro Fiorello)
- Riccardo Fogli
- Attilio Fontana
- Jimmy Fontana
- Alberto Fortis
- Ivano Fossati
- John Foster (Paolo Occhipinti)

## G
- Giorgio Gaber (Giorgio Gaberščik)(italijanski kantavtor slovenskih korenin - Gaberscik)
- Rino Gaetano
- Peppino Gagliardi
- Lucilla Galeazzi
- Franco Gatti
- Max Gazzè (Massimiliano Gazzè)
- Dori Ghezzi
- Giorgia (Giorgia Todrani)
- Rocco Granata (italijansko-belgijski)
- Ivan Graziani (1945-97)
- Francesco Guccini
- Gué Pequeno (Cosimo Fini)
- Giorgia Gueglio

## H
- Alessandro Haber

## I
- Anna Identici
- Irama (Filippo Maria Fanti)

## J
- Enzo Jannacci
- J-Ax (Alessandro Aleotti)
- Jeffrey Jey (Gianfranco Randone)
- Jovanotti (Lorenzo Cherubini)

## K
- Kaballà (Giuseppe "Pippo" Rinaldi)

## L
- Carmelo in Michelangelo La Bionda
- Francesco Landini
- Mario Lanza (Alfred Arnold Cocozza)
- Achille Lauro (Lauro De Marinis)
- Mario Lavezzi
- Gianni Lazaro ?
- Elena Ledda
- Fausto Leali
- Levante (Claudia Lagona)
- Lorenzo Licitra
- Luciano Ligabue
- Marco Ligabue
- Antonella Lualdi
- Lelio Luttazzi

## M
- Riki Maiocchi (Enrico Maiocchi)
- Sparo Manero (Pietro Clemente)
- Gianfranco Manfredi
- Nino Manfredi?
- Mannarino
- Mango (Giuseppe Mango)
- Angelina Mango
- Fiorella Mannoia
- Laura Marafioti
- Maria Nazionale
- Emma Marrone (Emmanuela Marrone)
- Mia Martini (Domenica Bertè)
- Lea Massari
- Paola Massari
- Atto Melani
- Marco Mengoni
- Ermal Meta (albansko-italijanski)
- Francesca Michielin
- Milva (Maria Ilva Biolcati; "La Rossa")
- Mina (Mina Anna Maria Mazzini/Quaini)
- Perseo Miranda
- Domenico Modugno
- Claudio Monteverdi
- Gianni Morandi
- Morgan (Marco Castoldi)
- Claudia Mori (Claudia Moroni)
- Fabrizio Moro
- Giorgio Moroder

## N
- Nada
- Gianna Nannini
- Mauro Nardi (Antonio Borrelli)
- Nek (Filippo Neviani)
- Ginevra Nervi
- Daria Nicolodi
- Enrico Nigiotti
- Noemi (Veronica Scopelliti)
- Enrico Nordio

## O
- Marina Occhiena
- Federico Olivieri - Olly
- Anna Oxa (Anna Hoxha)

## P
- Luigi Pacini
- Mauro Pagani
- Gino Paoli
- Tommaso Paradiso
- Laura Pausini
- Rita Pavone (Rita Ori Filomena Merk-Pavone)
- Piero Pelù
- Willie Peyote (Guglielmo Bruno)
- Pietra Montecorvino (Barbara D'Alessandro)
- Bernardo Pisano
- Nilla Pizzi
- Romina Power
- Patty Pravo (Nicoletta Strambelli)
- Luca Prodan (it.-škotsko-argent.)

## R
- Eros Ramazzotti (Eros Luciano Walter Ramazzotti)
- Massimo Ranieri
- Renato Rascel
- Mino Reitano
- Francesco Renga
- Tony Renis
- Franco Ricciardi
- Johnson Righeira
- Giuseppe "Pippo" Rinaldi - "Kaballà"
- Massimo Riva
- Tiziana Rivale
- Naike Rivelli
- Claudio Rocchi
- Vasco Rossi
- Antonella Ruggiero
- Carmen Russo (Carmela Russo)

## S
- Sabrina Salerno
- Jacopo Sarno
- Brunori Sas (Dario Brunori)
- Totò Savio?
- Cristina Scabbia
- Cristina Scuccia (“pojoča nuna")
- Daniele Sepe
- Daniele Silvestri
- Bobby Solo
- Angelo Sotgiu
- Catherine Spaak?
- Giorgio Spagna?
- (Ivana) Spagna
- Sparo Manero (Manero Il Turco; pravo ime Pietro Clemente)
- Demetrio Stratos (Efstratios Dimitriou)

## T
- Ines Taddio
- Teddy Reno (Ferruccio Merk Ricordi)
- Teho Teardo
- Teo Teocoli
- Riccardo Tesi
- Rosario Tindaro Fiorello
- Pier Francesco Tosi
- Umberto Tozzi
- Francesco Maria Tricarico
- Paola Turci

## V
- Caterina Valente
- Ornella Vanoni
- Antonello Venditti
- Mario Venuti
- Gianni Vezzosi
- Edoardo Vianello
- Margherita Vicario (1988)
- Claudio Villa (Claudio Pica)

## Z
- Iva Zanicchi
- Carmelo Zappulla
- Martina Zerial
- Renato Zero (kantavtor)
- Nina Zilli
- Zucchero (Adelmo Fornaciari)